# 곰개미
곰개미(Formica japonica)는 곤충강 벌목 개미과 불개미아과 불개미속에 속한다. 한반도, 중화인민공화국, 일본, 중화민국, 러시아(연해주, 사할린, 동시베리아), 몽골 등지에 동아시아에서 Formica 속중 가장 넓은 분포 범위를 가졌다. 비슷한 종으로 숲곰개미(Formica hayashi)와 레만불개미(Formica lemani), 흑개미(Formica fusca)가 있다. 간혹 숲곰개미와 헷갈리기도 한다.

## 특징
얼굴은 둥그스름한 세모형이며, 머리의 양 옆에는 두 개의 겹눈이 있으며 여왕개미와 수개미의 이마엔 세 개의 홑눈이 있다. 몸 전체적으로 회색을 띄며 은빛의 광택을 가지고 있다. 어린 일개미 개체는 턱과 다리가 갈색을 띈다. 일개미의 몸길이는 대략4.5~6mm, 여왕개미 9~12mm로 군체마다 일개미 간의 몸길이에 대한 편차가 심하다. 여왕개미 중에 간혹 8mm 정도로 일개미와 몸길이가 비슷한 개체가 있기도 한다.

## 생태
3월~10월(남부 11월)에 활동한다. 평지와 산지 그리고 들판, 숲, 공원, 인가 주변 등 우리 주변에서 쉽게 볼 수 있다. 곰개미의 보금자리(군체)는 제법 다양한 환경을 가지고 있는데, 과거에는 양지바른 장소에 집을 짓는다고 알라져 있었으나 최근에 들어서 양지와 음지를 가리지 않고 집짓기에 적당한 장소가 되면 자리잡는 것이 확인되었다. 군체는 돌 아래, 풀이나 나무와 같은 식물 아래 주변, 양지 바른 맨 땅, 보도블록 등 다양하다. 봄철에는 주로 집 짓기 보수에 들어가고 4월 중순 내지 하순부터는 본격적으로 먹이 활동을 시작한다. 곰개미들의 먹이 활동 기간은 이 때부터 동면기에 다가올 가을까지 계속 된다. 생식개미는 5월부터 7월까지 발생하는데, 결혼비행 기간은 대체로 6월 초순~7월 하순이다. 다만, 지역과 환경적인 요인으로 이른 5월 하순부터 시작하거나 8월 초순까지 이어지는 경우도 있다. 일개미는 활동 기간 동안 벚나무, 참나무 등의 활엽수류 계통의 나무 등지를 오르락 내리락하기도하며, 식물에 붙으며 피해를 주는 진딧물과 공생관계를 가지기도 한다.

## 복수여왕제
과거에 곰개미는 한 군체에 단 한 마리의 여왕개미만 존재한다고 알려졌지만, 일본에서 처음으로 한 군체에 다수의 여왕개미가 서식하는 복수여왕제가 발견되었고 2000년대에 들어서 한국에서도 복수여왕제가 흔하게 존재한다는 사실이 알려졌다. 군체 당 여왕개미가 1마리만 있는 경우와 대체적으로 2~8마리가 존재하는 경우등 다양하다. 10마리가 넘어선 군체들도 간간히 있다.